# Robert Gits
Robert Joseph Gits, né le 23 mars 1886 à Izegem et décédé le 20 mai 1971 à Ostende fut un homme politique rexiste.
Gits fut docteur en Lettres et Philosophie (histoire) (1910, Université catholique de Louvain), docteur en droit (1914, Université catholique de Louvain) et licencié en sciences politiques et sociales; rédac-chef de De Middenstand (Izegem, 1920-22) et de Burgerstrijd (1933-1936); fondateur de l' Action Civique, périodique.
Il fut élu conseiller communal de Izegem (1922-1936) et sénateur provincial de la province de Brabant (1936-1939).

## Sources
- Bio sur ODIS